# プロセス分析
プロセス分析（英: Process analysis）は、一連の過程で変更が行われる方法を伝えるために設計されたテクニカルライティングの形式である。  
従来のプロセス分析と一連の指示はどちらも時系列で構成される。「プロセス分析」は通常、読者の直接的なアクションをほとんど行わずに動作するシステムの時系列要素を理解する記述方法を取る（体がリンゴをどう消化するかなど）。一方、「一連の指示」は、特定のタスクを達成するための記述方法を取る（アップルパイの焼き方など）。 対照的に、 「メカニズムの説明」は、空間内のオブジェクトを中心とする記述方法を取る（特定の種類のリンゴの形や栄養価など）。 